# Master of the Rings
Master of the Rings (с англ. — «Хозяин колец») — шестой студийный альбом немецкой пауэр-метал-группы Helloween, изданный в 1994 году.

## Об альбоме
Master of the Rings стал поворотным моментом в творчестве Helloween. Предыдущий альбом группы, Chameleon, сочетающий треки, записанные в разных стилях (хард-рок, буги-вуги и др.), был встречен поклонниками традиционного метала довольно холодно. Это стало причиной раскола между вокалистом Михаэлем Киске и остальными участниками группы. В то же время ударник коллектива, Инго Швихтенберг, оказался не в состоянии выступать с Helloween из-за тяжёлой наркотической и алкогольной зависимости. Место певца и барабанщика заняли Энди Дерис и Ули Куш соответственно.
Новый состав коллектива приступил к работе над концептуальным Master of the Rings в 1994 году. В основу записи было положено классическое пауэр-метал звучание Helloween времён дилогии Keeper of the Seven Keys, получившее существенное развитие благодаря новым участникам. «Альбом-возвращение» достиг 6-го места в хит-параде Японии и 23-го — в чарте родной Helloween Германии. Наибольшую популярность получили композиции «Perfect Gentleman», «Where the Rain Grows», «In the Middle of a Heartbeat» и другие.

## Список композиций
| №   | Название                             | Автор(ы)           | Длительность |
| --- | ------------------------------------ | ------------------ | ------------ |
| 1.  | «Irritation (Weik Editude 112 in C)» | Михаэль Вайкат     | 1:14         |
| 2.  | «Sole Survivor»                      | Вайкат, Энди Дерис | 4:33         |
| 3.  | «Where the Rain Grows»               | Вайкат, Дерис      | 4:47         |
| 4.  | «Why?»                               | Дерис              | 4:11         |
| 5.  | «Mr. Ego (Take Me Down)»             | Роланд Грапов      | 7:02         |
| 6.  | «Perfect Gentleman»                  | Дерис, Вайкат      | 3:53         |
| 7.  | «The Game Is On»                     | Вайкат             | 4:40         |
| 8.  | «Secret Alibi»                       | Вайкат             | 5:49         |
| 9.  | «Take Me Home»                       | Грапов             | 4:25         |
| 10. | «In the Middle of a Heartbeat»       | Дерис, Вайкат      | 4:30         |
| 11. | «Still We Go»                        | Грапов             | 5:09         |

Японское издание
| №   | Название                     | Автор(ы) | Длительность |
| --- | ---------------------------- | -------- | ------------ |
| 12. | «Can’t Fight Your Desire»    | Дерис    | 3:45         |
| 13. | «Grapowski’s Malmsuite 1001» | Грапов   | 6:33         |

Расширенное переиздание
| №  | Название                     | Автор(ы)                | Длительность |
| -- | ---------------------------- | ----------------------- | ------------ |
| 1. | «Can’t Fight Your Desire»    | Дерис                   | 3:45         |
| 2. | «Star Invasion»              | Дерис, Вайкат           | 4:47         |
| 3. | «Cold Sweat»                 | Фил Лайнотт, Джон Сайкс | 3:46         |
| 4. | «Silicon Dreams»             | Маркус Гросскопф        | 4:10         |
| 5. | «Grapowski’s Malmsuite 1001» | Грапов                  | 6:33         |
| 6. | «I Stole Your Love»          | Пол Стэнли              | 3:23         |
| 7. | «Closer to Home»             | Марк Фарнер             | 8:13         |

## Участники записи
- Энди Дерис — вокал
- Михаэль Вайкат — гитара
- Роланд Грапов — гитара, вокал (в песне «Closer to Home»)
- Маркус Гросскопф — бас-гитара
- Ули Куш — ударные

## Позиции в хит-парадах и сертификации
| Хит-парад (1994)                    | Высшая позиция | Пребывание в чарте |
| ----------------------------------- | -------------- | ------------------ |
| Австрия (Ö3 Austria)                | 34             | 2 недели           |
| ФРГ (Offizielle Top 100)            | 23             | 11 недель          |
| Финляндия (Suomen virallinen lista) | 7              | 8 недель           |
| Швейцария (Schweizer Hitparade)     | 22             | 6 недель           |
| Швеция (Sverigetopplistan)          | 26             | 5 недель           |
| Япония (Oricon)                     | 6              | 4 недели           |

| Регион                                                      | Сертификация | Продажи  |
| ----------------------------------------------------------- | ------------ | -------- |
| Япония (RIAJ)                                               | Золотой      | 100 000^ |
| ^ Данные о тиражах приведены только на основе сертификации. |              |          |